# Озеро біля села Лобойківки
Озеро біля села Лобойківки — втрачена природоохоронна територія у Дніпропетровській області. 
Вперше цей об'єкт згадується у рішенні виконкому Дніпропетровської обласної Ради депутатів трудящих від 12 жовтня 1967 року № 750 «Про пам'ятки природи місцевого значення», додаток, пункт 16. Там об'єкт оголошується пам'яткою природи місцевого значення. Як місце розташування вказано Царичанський район. Опис при створенні: «Велике озеро, яке має позитивний вплив на мікроклімат. Різноманітна цікава рослинність. Місце розмноження дикої водоплаваючої птиці. Площа 130 га».
Рішенням № 391 виконкому Дніпропетровської обласної Ради депутатів трудящих від 22 червня 1972 року «Про заходи по розширенню мережі державних заповідників і поліпшенню заповідної справи в області» (пункт 29 додатку 3), Озеро біля села Лобойківки було вказано як «Частина озера біля села Лобойківки». Значно скоротилася площа, вказано лише 5 га. Як місце розташування тепер вказано село Лобойківка Дніпропетровського району (нині це село знаходиться у Петриківському районі). Статус пам'ятки природи місцевого значення підтверджено. Опис наведено такий: «Різноманітна болотна рослинність, місце розмноження дикої водоплаваючої птиці».. Як примітку, на документі вказано позначку, що дана пам'ятка природи місцевого значення має номер ППМ-29-557.
17 грудня 1990 року виконком Дніпропетровської обласної Ради народних депутатів ухвалив рішення № 469 «Про мережу територій та об'єктів природно-заповідного фонду області», в якому, у додатку 7 пункт 3 затвердив виключення «Частини озера біля села Лобойківки» зі складу об'єктів ПЗФ області, «в зв'язку з зарегульованістю водойми при будівництві нової автотраси». При цьому вказано, що об'єкт мав статус Державної комплексної пам'ятки природи місцевого значення. Всі інші вказані дані підтверджують попередні. 